# As sete Leis de Noé
No Judaísmo, as Sete Leis de Noé ( do hebraico: שבע מצוות בני נח (Sheva Mitzvot Bnei Noach)), também chamadas de Pacto do Arco-celeste são os mandamentos que, de acordo com a tradição judaica, foram ordenados a Noé e sua família após o Dilúvio como regra para toda a humanidade.
O judaísmo, como estilo de vida e fé, classifica os seres humanos em dois grupos de acordo com o pacto estabelecido com seus ancestrais: os israelitas, os filhos de Abraão, Isaque e Jacó; e os noachitas, os filhos de Noé. A diferença entre esses grupos decorre da responsabilidade no que tange às regras de comportamento. Enquanto os israelitas são regidos por 613 leis da Torá, os noachitas são disciplinados por 7 leis morais universais referidas na Torá e enumeradas pela tradição judaica. O ser humano que respeita as 7 leis de Noé é considerado justo entre as nações e possui lugar no mundo vindouro.

## As Sete Leis de Noah
- Avodah zarah (עבודה זרה) - Não cometer idolatria;
- Birkat Hashem (ברכת השם) - Não blasfemar;
- Shefichat damim (שפיכות דמים) - Não assassinar;
- Gezel (גזל) - Não roubar;
- Gilui arayot (גילוי עריות) - Não cometer imoralidades sexuais;
- Ever min ha-chai (אבר מן החי) - Não maltratar aos animais (Só é permitido tirar a vida de um animal para se alimentar).;
- Dinim (דינים) - Estabelecer sistemas e leis de honestidade e justiça.[7][8]

## Considerações gerais
A interpretação das sete leis de Noé é de competência do respectivo Beit Din. A guarda e observância do sábado (Shabat) e de todos os outros mandamentos que são judaicos, o cumprimento de forma absoluta não estão incluídos nas Leis de Noé,  pois foram dados exclusivamente aos filhos de Israel. Todas as dúvidas devem ser esclarecidas por um rabino devidamente ordenado de acordo com a Halachá.

## Cristianismo
A Enciclopédia Judaica considera que o conceito das leis de Noé influenciou a decisão dos primeiros cristãos a respeito de como deveriam ser tratados os gentios que aderissem à fé cristã. O Primeiro Concílio de Jerusalém determinou que os gentios que se unissem ao grupo deveriam se abster de sangue, carne sufocada, e prostituição, conforme as leis de Noé.

## Leis de Noé na Internet
- Sanhedrin - Jerusalem Court for Issues of Bnei Noach
- Noachide.org.uk - Bnai Noach na Inglaterra
- dvartorahisrael.com - Bnei Noach em Português e cursos sobre judaísmo. (Rav. Yaacov Lopes)
- - Instituição judaica mundialmente reconhecida para tratar o tema Bnei Noach devidamente (em inglês)
- - Projeto Noaísmo Info do Rav Shimshon Bisker de Israel